# Grenobler Brücke
Die Grenobler Brücke (bis 1980 Reichenauer Brücke) ist eine Straßenbrücke über den Inn in Innsbruck. Sie verbindet die Reichenau am rechten mit dem Olympischen Dorf am linken Ufer und ist nach der Partnerstadt Grenoble benannt.

## Geschichte
Die ersten Pläne für eine Innbrücke beim Sandwirt für eine direkte Verbindung von Arzl nach Amras wurden in einer Gemeinderatssitzung im Februar 1919 diskutiert, aber nicht weiter verfolgt. 1940 wurde an dieser Stelle eine 120 m lange Brücke durch die Ortsgruppe Innsbruck der Technischen Nothilfe erbaut. Dafür wurde das Holz der Brücke verwendet, die während des Neubaus der Mühlauer Brücke als Behelfsbrücke gedient hatte. Anfang 1945 wurde ein Teil der Brücke durch ein angeschwemmtes Holzbogentragwerk weggerissen, das von einer gesprengten Brücke bei Zirl stammte. 1946/47 wurde die Brücke als Behelfsbrücke wieder aufgebaut. Die mit Stahldurchlaufträgern versehene Brücke war 102 m lang und hatte eine 6 m breite Fahrbahn mit zwei je 1,5 m breiten Gehsteigen.

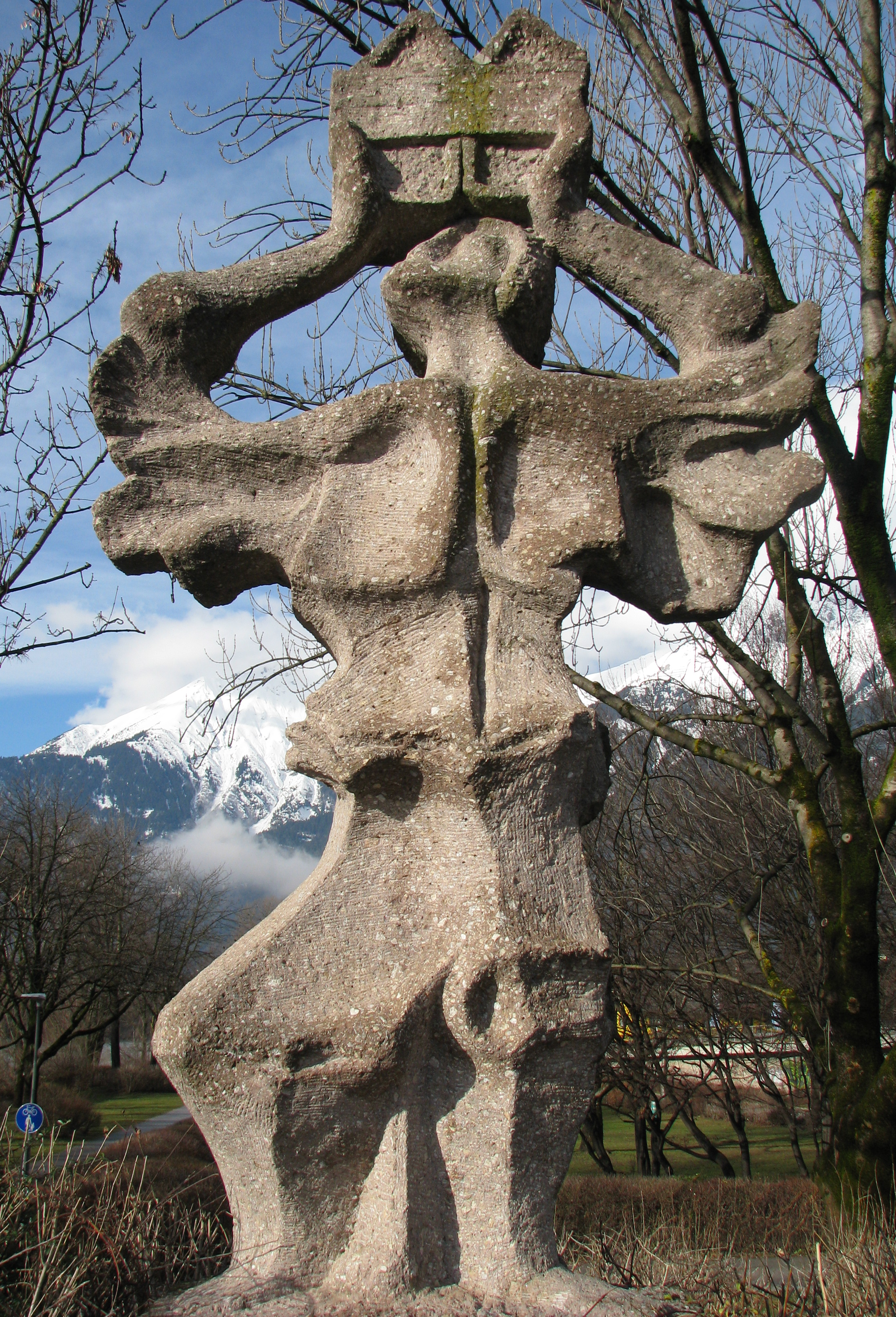
Stadtengel von Erich Keber

In Vorbereitung auf die Olympischen Winterspiele 1976 wurde die Brücke rund 150 m flussabwärts neu gebaut. In der Niedrigwasserperiode im Winter 1973/74 wurde mit dem Bau der Pfeiler begonnen. Am 6. Mai 1975 war die Brücke im Rohbau fertig, am 10. November 1975 wurde sie zusammen mit der gleichzeitig errichteten Hochbrücke der Haller Straße dem Verkehr übergeben. Die alte Brücke blieb während der Bauzeit in Verwendung und wurde erst 1979 abgetragen.
Am 29. Mai 1980 beschloss der Gemeinderat, die Brücke nach der französischen Stadt Grenoble, seit 1963 Partnerstadt von Innsbruck, zu benennen. im Herbst 1980 wurde am nördlichen Brückenkopf die von Erich Keber geschaffene Kunststeinplastik Stadtengel aufgestellt, die einen stilisierten Engel darstellt, der das Stadtwappen über dem Kopf hält.
Im Zuge des Ausbaus der Straßenbahn wurde die stark frequentierte Buslinie O ins Olympische Dorf durch eine Straßenbahn ersetzt. Dafür wurde von 2016 bis 2018 unterwasserseitig parallel zur bestehenden Grenobler Brücke eine eigene Straßenbahnbrücke errichtet, die in der unteren Ebene Fußgängern und Radfahrern dient. In der Niederwasserperiode von November 2016 bis März 2017 wurde der Brückenunterbau hergestellt, im Mai wurde das Stahltragewerk in drei Etappen eingesetzt. Am 9. Oktober 2017 wurde die Fuß- und Radwegbrücke freigegeben, 2018 folgten die Straßenbau- und Gleisarbeiten. Am 26. Jänner 2019 wurde die neue Straßenbahnstrecke eröffnet.

## Konstruktion

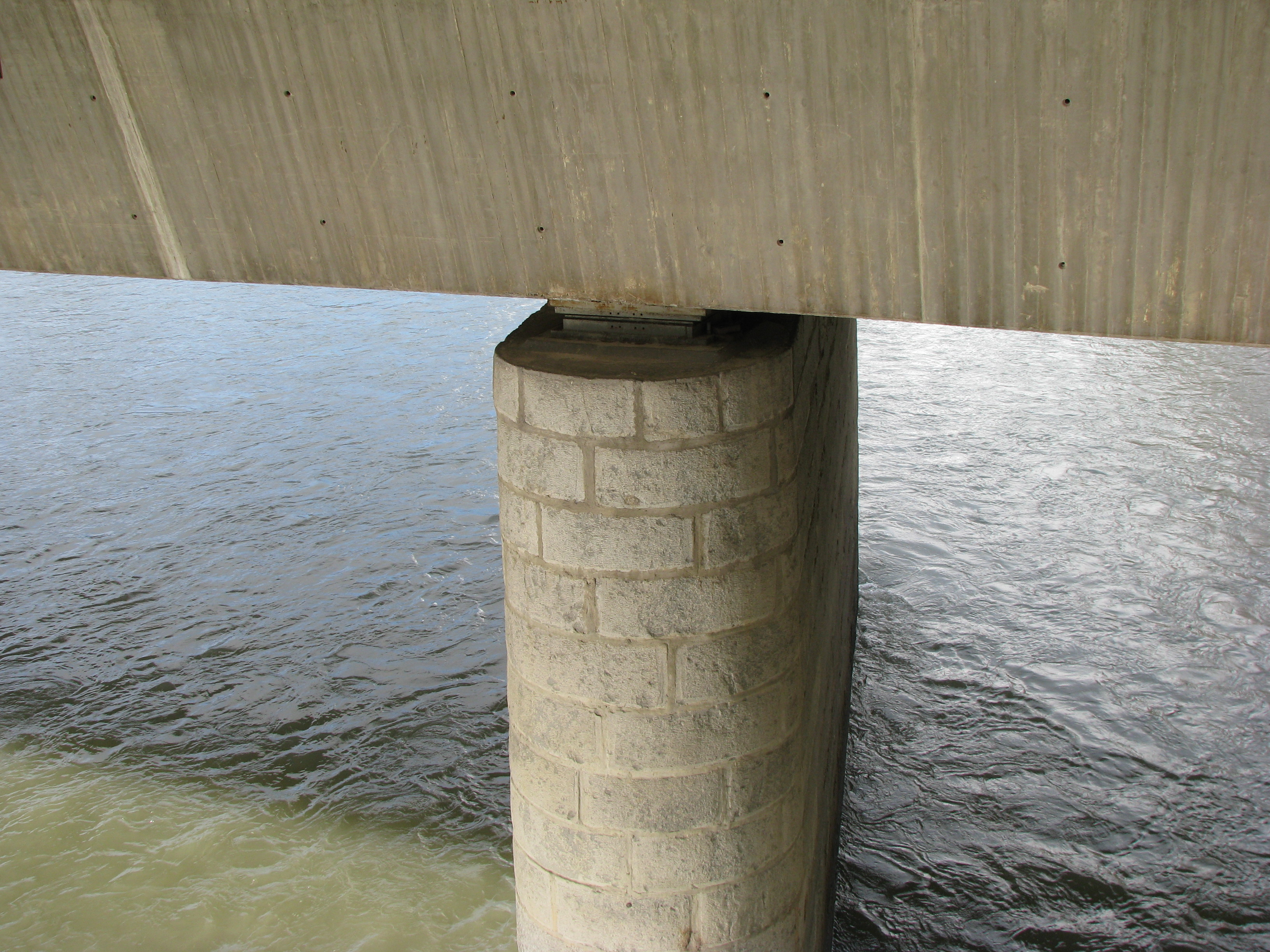
Tragwerk und Pfeiler der Straßenbrücke

### Straßenbrücke
Die von 1973 bis 1975 errichtete Straßenbrücke besteht aus einem dreifeldrigen Betonkastentragwerk, das auf zwei Auflagern und zwei Flusspfeilern ruht. Das Tragwerk setzt sich aus neun Teilstücken von 11 m Länge zusammen, die in einem Bauzelt am rechten Innufer hergestellt und im Taktschiebeverfahren vorgeschoben wurden. Die Brücke ist 20,5 m breit und 98 m lang. Sie verfügt über vier Fahrspuren und ursprünglich zwei Gehsteige. Die Hohlkästen unter der Fahrbahn nehmen Versorgungsleitungen für Strom, Gas, Wasser und Telefon auf. Anschließend an die Widerlager befinden sich an beiden Brückenköpfen Unterführungen für die uferbegleitenden Fuß- und Radwege.
Die Stahlbetonpfeiler sind 8 m hoch, 12 m lang und 2 m stark und gründen 4,5 m unter der Flusssohle. Sie sind zum Schutz gegen vom Inn mitgeführtes Geschiebe mit Granitblöcken verkleidet.

### Straßenbahnbrücke

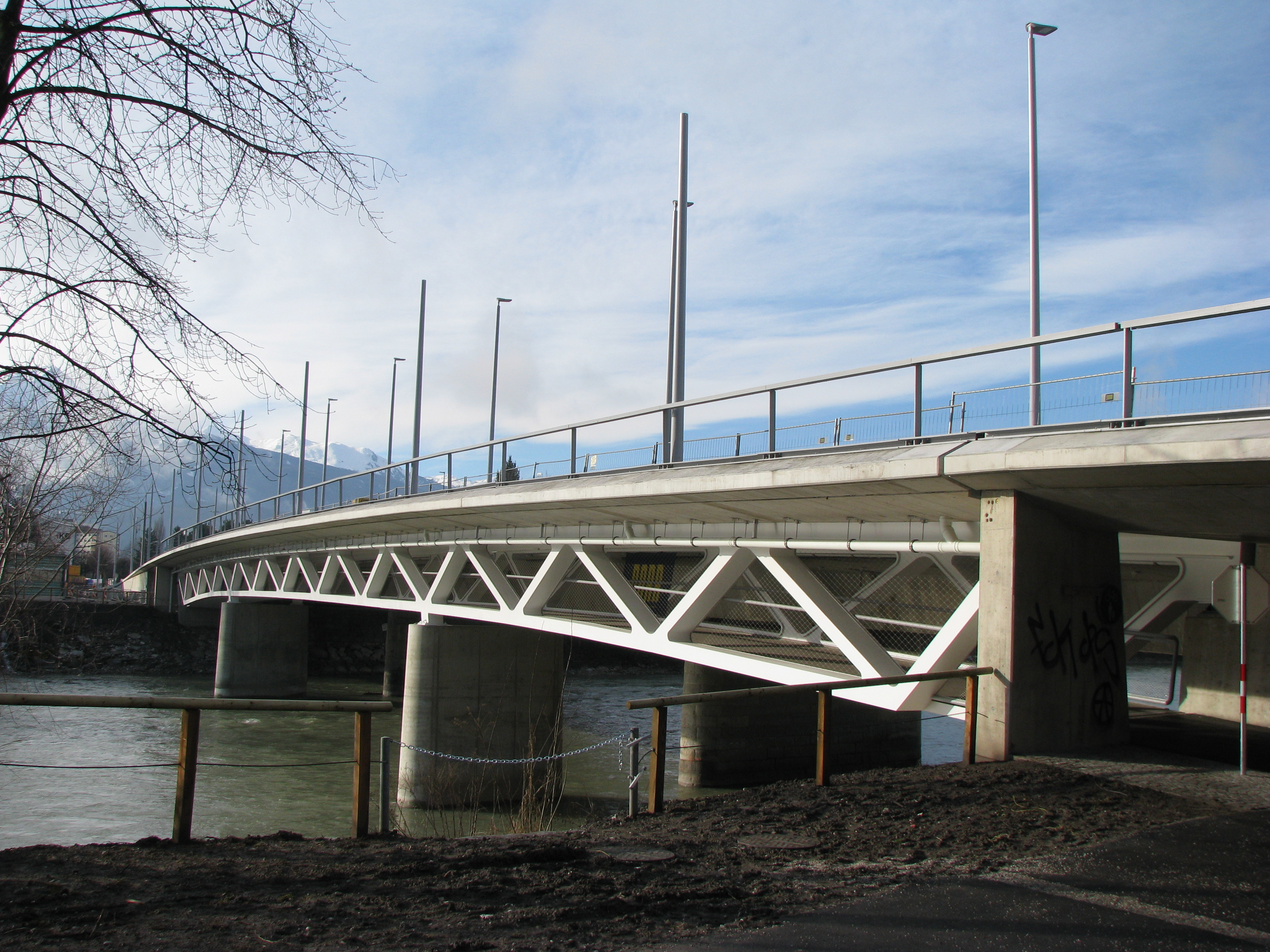
Straßenbahnbrücke

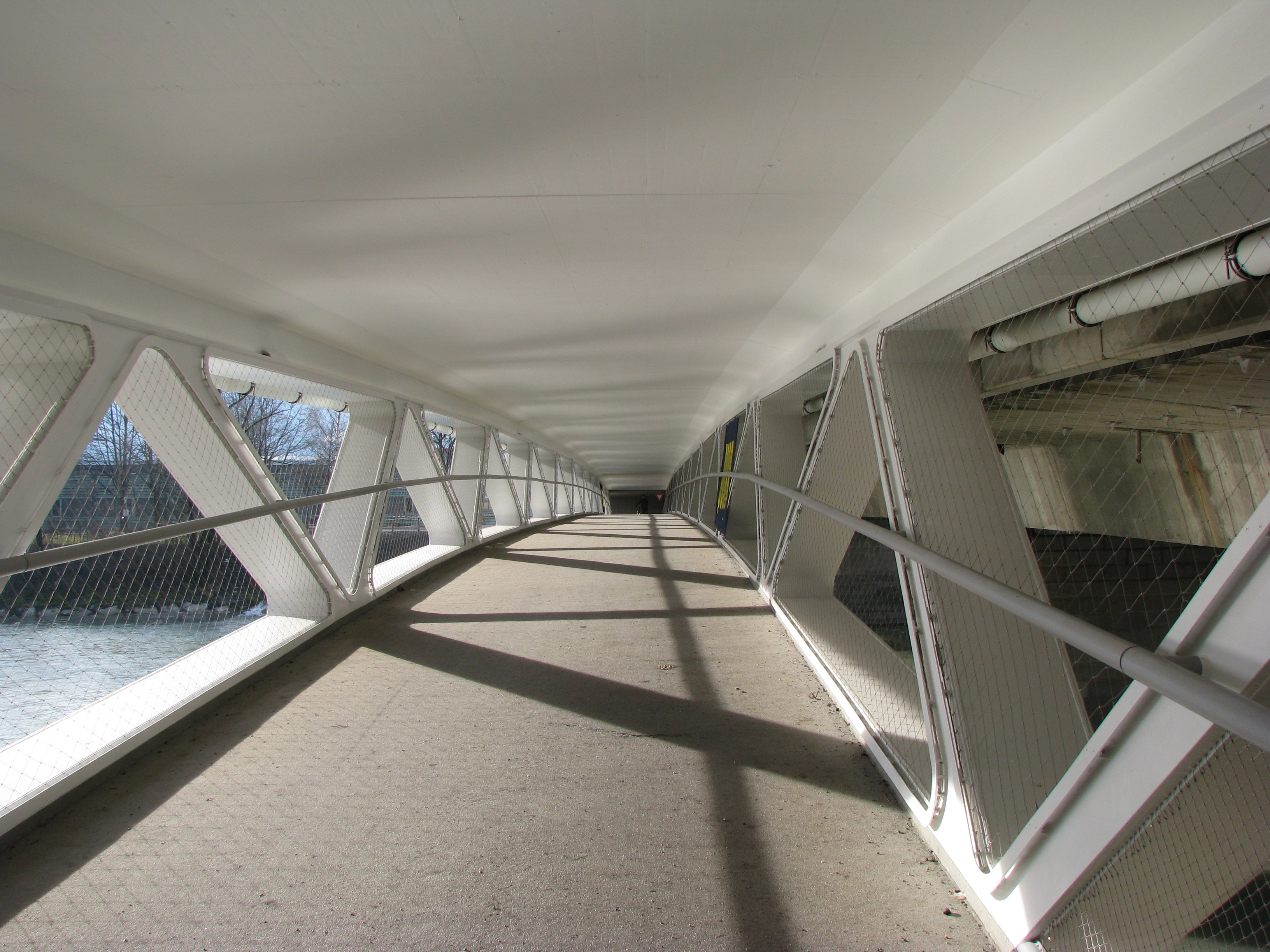
Blick über die Fuß- und Radwegbrücke Richtung Süden

Den von der Stadt Innsbruck 2015 ausgeschriebenen geladenen Wettbewerb gewannen Hans Peter Gruber (Architektur) und Thomas Sigl (Tragwerksplanung). Anders als in der Ausschreibung vorgesehen, wird der Fußgänger- und Radverkehr nicht zwischen der Straßenbrücke und der Trasse der Straßenbahn, sondern unterhalb geführt, wodurch er vom motorisierten Verkehr entkoppelt ist und niveaugleich an die uferbegleitenden Fuß- und Radwege anschließt.
Die Brücke ist eine Stahlfachwerkkonstruktion in Verbundbauweise. Die Straßenbahntrasse verläuft auf der oben liegenden Stahlbetonplatte. Die zwei Trägerebenen der Fachwerkbrücke sind auf Höhe des Untergurtes mit einer orthotropen Platte verbunden, die die Fahrbahn des Fuß- und Radwegs bildet.
Die Stützweiten der leicht gewölbten Brücke betragen in Anpassung an die bestehende Brücke 28,85 + 44,00 + 28,85 m. Die Fahrbahnbreite der Straßenbahnbrücke misst 6,50 m, die des Fuß- und Radwegs 3,50 m. Die Flusspfeiler sind 5,7 m lang und am Kopf 1,30 m breit. Die Fuß- und Radwegebene wird durch LED-Bänder an den Obergurten indirekt beleuchtet.
Die Baukosten betrugen 4,44 Millionen Euro.
Für die Brücke wurden Hans Peter Gruber und Thomas Sigl mit der Anerkennung des Landes Tirol für Neues Bauen 2018 ausgezeichnet.